# Парковачи (Јаши)
Парковачи (рум. Pârcovaci) насеље је у Румунији у округу Јаши у општини Харлау. Oпштина се налази на надморској висини од 155 m.

## Становништво
Према подацима из 2002. године у насељу је живело 3461 становника, од којих су сви румунске националности.